# La Bague d'Annibal
La Bague d’Annibal est une nouvelle de Jules Barbey d'Aurevilly, parue en 1842.

## Historique
Cette courte œuvre romanesque de Barbey D'Aurevilly est composée en décembre 1834, en une seule nuit selon les dires de l'auteur : « Oui, Aloys a été moi dans le temps où j'écrivis, en une seule nuit… » (Lettre du 31 octobre 1851). En 1834 et en 1835, aucun éditeur n'accepte le texte, trop peu conventionnel, mi-poème, mi-roman. Le texte paraît en 1842 dans Le Globe, journal auquel Barbey collabore alors. Cette nouvelle offre un portrait de Barbey singulier, et du dandysme de ce dernier.

## Titre de la nouvelle
Au chapitre CXLVIII, on peut lire : « La Bague d'Annibal - poursuivit il - avait une pierre, et sous cette pierre, il y avait une goutte de poison. C'est avec cette goutte de poison que se tua Annibal. Eh bien ! il y a des bagues sans pierre qui renferment un poison plus subtil que celui d’Annibal ; car c’est un poison invisible. Seulement — ajouta-t-il avec une gaieté parfaite — ce poison-là ne tue pas les grands hommes, mais une petite chose : il tue l’amour. »